# Alfred DesRochers
Pour les articles homonymes, voir Desrochers.
Alfred DesRochers (né le 5 octobre 1901 à Saint-Élie-d'Orford et mort le 12 octobre 1978 à Montréal) est un journaliste, un traducteur, une critique et un poète québécois .

## Biographie
Il a exercé plusieurs métiers et a entre autres travaillé au moulin à scie Perreault à Rock Forest et à la fonderie Jenkse de Sherbrooke avant de se rendre compte qu’être pauvre n’était pas son objectif de carrière. Il a alors décidé de joindre l’équipe du journal La Tribune (1925-1942 et 1946-1952).
Paraît en 1929 son premier recueil, L'Offrande aux vierges folles et, l'année suivante, son deuxième recueil, À l'ombre de l'Orford, l'œuvre qui l'a fait connaître. La force de cette poésie vient de l'amour du poète pour la nature québécoise et pour ceux qui façonnent son pays. Il reçoit pour ce recueil les prix de l'Action canadienne-française de la jeunesse catholique et d'Action intellectuelle. Soldat dans l'armée canadienne de 1942 à 1945, il devient ensuite traducteur au parlement canadien (1945-1946). 
Il reçoit en 1964 le prix Ludger-Duvernay pour l'ensemble de son œuvre.
De 1966 à 1976, il tient un journal intime qui décrit son quotidien dans les Laurentides et en Montérégie.
Il meurt à Montréal le 12 octobre 1978 . Son épouse, Rose-Alma Breault, est décédée en 1964 à 63 ans.
En 1967, Alfred DesRochers sort un nouveau recueil de poème, intitulé Élégies pour l’épouse en-allé, qui fut inspiré à la suite du décès de son épouse, quelques années plutôt .
En 1981, une école primaire de Sherbrooke ouvre ses portes, à la suite de la fusion entre l’école primaire Vierge-Immaculée et Saint-Pie-X, celle-ci porte le nom d’Alfred DesRochers .   
Il est le père de l'humoriste, poète et comédienne, Clémence DesRochers. 
Il a beaucoup influencé une autre auteure québécoise de l'époque, Germaine Guèvremont.
Le fonds d'archives d'Alfred DesRochers est conservé au centre d'archives de l'Estrie de Bibliothèque et Archives nationales du Québec.
En 1960, le cinéaste Claude Fournier lui consacre un documentaire.

## Œuvres
- 1928 : L'Offrande aux vierges folles
- 1930 : À l'ombre de l'Orford
- 1931 : Paragraphes, (essai)
- 1963 : Le Retour de Titus (préf. de sr Marie-Joséfa)
- 1967 : Élégies pour l'épouse en-allée
- 1976 : Le Livre des grandes fourches

## Prix et distinctions
- 1930 - Prix d'Action intellectuelle
- 1932 - Prix David
- 1964 - Prix Ludger-Duvernay
- 1974 - Prix littéraire Juge-Lemay
- 1978 -  Officier de l'Ordre du Canada[7]

### Article annexe
- Prix Alfred-DesRochers